# Gustav Adolf Kulisch

Gustav Adolf Kulisch

Gustav Adolf Kulisch (* 20. April 1903 in Breslau; † 9. Januar 1982 in Bad Zwischenahn) war ein deutscher Politiker (NSDAP).

## Leben und Wirken
Nach dem Besuch der Volksschule wurde Gustav Adolf Kulisch von 1910 bis 1913 an der Mittelschule in Brieg und von 1913 bis 1922 am Gymnasium in Brieg unterrichtet. In den Jahren 1922 bis 1925 erlernte er das Bankfach bei der Disconto-Gesellschaft in Schweidnitz. Anschließend arbeitete er von 1925 bis 1931 als kaufmännischer Angestellter bei der Aktiengesellschaft für Leinen- und Baumwollindustrie in Schweidnitz.
Zum 1. März 1929 trat er der NSDAP bei (Mitgliedsnummer 120.742) und wurde am 18. Januar 1931 zum Gaubetriebszellenleiter der Partei für Schlesien ernannt. Wenige Monate nach dem Machtantritt der Nationalsozialisten im Frühjahr 1933 wurde er am 27. Juni 1933 zum Bezirksleiter der Deutschen Arbeitsfront (DAF) in Schlesien ernannt. Darüber hinaus saß Kulisch von 1932 bis 1933 als Abgeordneter im Preußischen Landtag und von November 1933 bis März 1936 als Abgeordneter im Reichstag, in dem er den Wahlkreis 7 (Breslau) vertrat. Bei der Reichstagswahl am 29. März 1936 kandidierte er erneut, erhielt aber kein Mandat.
Am 26. Januar 1934 wurde Kulisch zum Landesobmann der NSBO für Schlesien ernannt. 